# Estación Chavarría
Chavarría es una estación de ferrocarril ubicada en la localidad del mismo nombre del Departamento San Roque en la Provincia de Corrientes, República Argentina. 

## Servicios
Se encuentra precedida por la Estación Caa Guazú y le sigue la Estación Mantilla.